# Gebandeerde baardvogel
De gebandeerde baardvogel (Lybius undatus) is een vogel uit de familie Lybiidae (Afrikaanse baardvogels).

## Verspreiding en leefgebied
Deze soort komt voor in Ethiopië en Eritrea en telt vier ondersoorten:
- L. u. thiogaster: Eritrea en noordoostelijk Ethiopië.
- L. u. undatus: van noordwestelijk tot centraal Ethiopië.
- L. u. leucogenys: van westelijk tot zuidwestelijk Ethiopië.
- L. u. salvadorii: zuidoostelijk Ethiopië.

## Status
De grootte van de populatie is niet gekwantificeerd maar de soort wordt omschreven als plaatselijk en doorgaans schaars. Op de Rode lijst van de IUCN heeft deze soort de status niet bedreigd.